# Salmanassar III.
Salmanassar III., nazývaný také Šulmánu-ašaridu, vládl asyrské říši od roku 858 př. n. l. do roku 824 př. n. l. po svém otci Aššurnasirpalovi II., který mu zanechal rozsáhlou říši na vrcholu své moci. Díky své dlouhé vládě a vojenským úspěchům patří mezi nejvýznamnější asyrské panovníky.
Během své dlouhé vlády vedl mnoho výprav do takřka všech okolních zemí – hlavně do Babylonie a Sýrie. Pyšnil se, že 25× překročil Eufrat při tažení na západ. Až na Damašek mu patřila vlastně celá Sýrie a Kanaán, kde porazil i izraelského krále Achaba. Na severozápadě, v Malé Asii, obsadil významná centra Tarsos a Kommagéné. Několik výprav směřovalo na východ do zemí Parsua a Mannea, které se mu však nepodařilo zcela podmanit. Na severu podnikal výpravy proti mocnému státu Urartu, který porazil, a dobyl jeho hlavní města Sugunii a Arzaškun.
Na jihu uznával jeho svrchovanost většinou i Babylón, avšak tamní situace byla velmi výbušná.

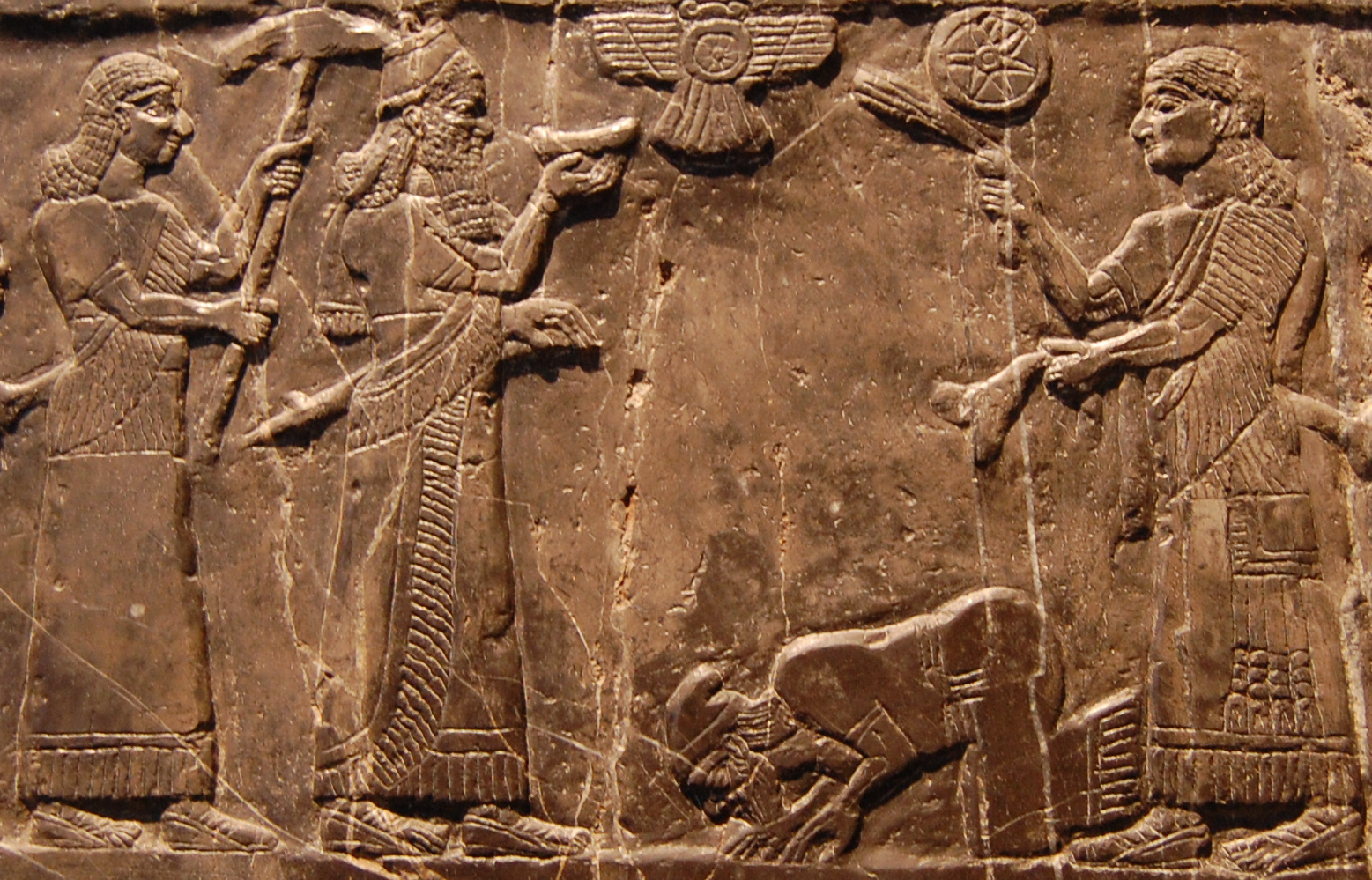
Vyobrazení izraelského krále odevzdávajícího tribut Salmanassarovi III. – Černý obelisk Salmanassara III.

## Vojenská tažení

### Bitva u Qarqar
Jeho velkým soupeřem byl vládce Damašku Barhadad (Hadadazer), kterého nikdy neporazil. Roku 853 př. n. l. se několik králů spolčilo proti Salmanassarovi III. a tato koalice se s ním utkala v bitvě u Qarqar. Mezi koalici patřil Hadadazer (král Damašku), Irhuleni (král Hamá), Achab (král Izraele), Gindibu (král Arabů) a další. Bitva skončila nerozhodně. 

### Povstání v Babylonii
Za vlády Salmanassara III. v Asýrii vládl v Babylonii Marduk-zakir-šumi. Roku 851 př. n. l. povstal Marduk-bel-ušate, bratr Marduk-zakir-šumiho, proti svému bratrovi a ovládl oblast Dijály.
 Marduk jel poté na pomoc svému spojenci Marduk-zakir-šumimu a jeho vzbouřeného bratra porazil a zabil. Toto zmínil na Černém obelisku.

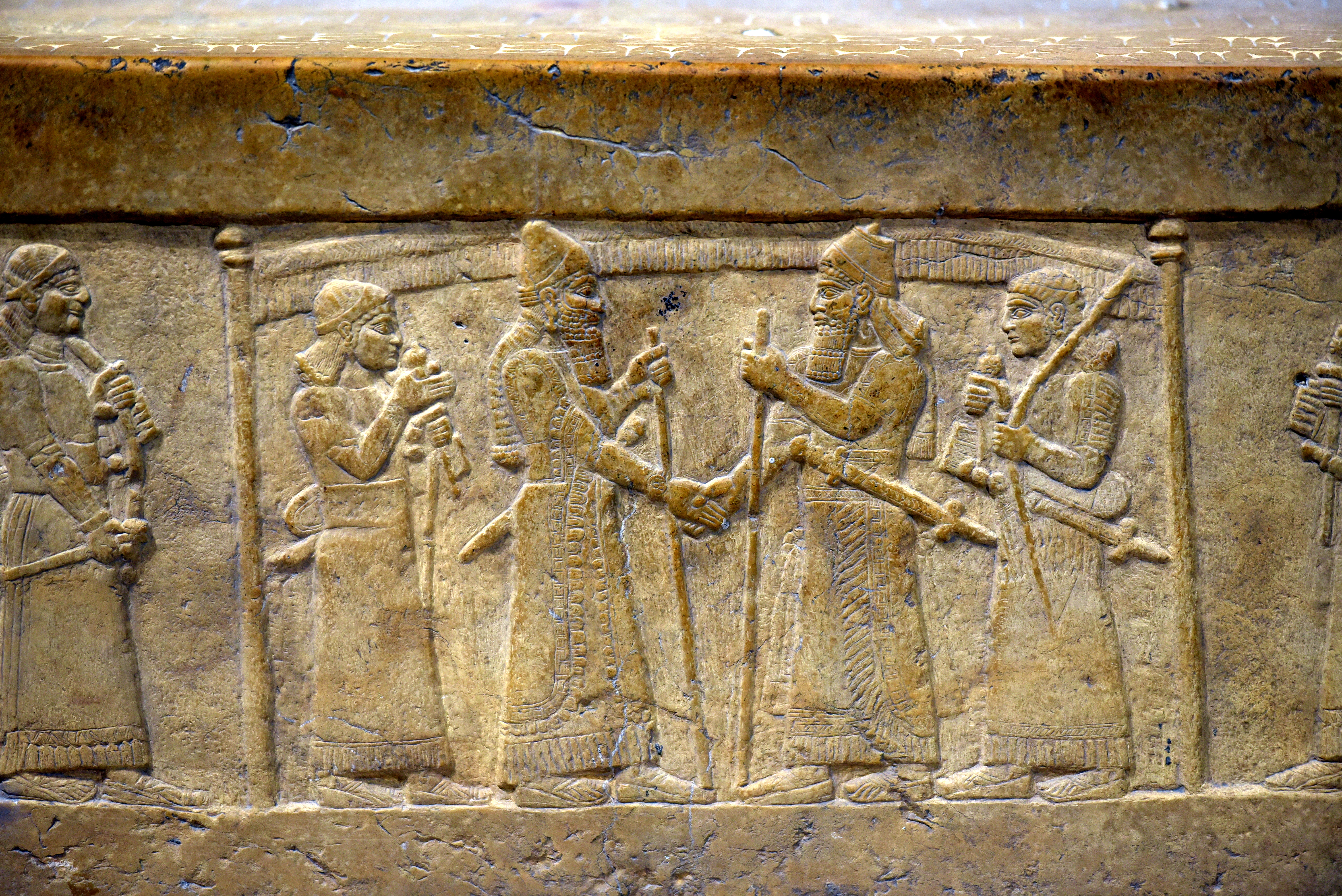
Salmanassar III. zdraví svého babylonského spojence Marduk-zakir-šumi

Svého syna oženil s babylonskou princeznou Šammuramat (Semiramis).

### Vzpoura v Asýrii
Ke konci života vypuklo povstání vedené nejstarším synem Aššur-dan-aplim, které porazil až jeho syn Šamši-Adad V., krátce na to Salmanassar III. zemřel. Rozsah rebelie byl do té doby nevídaný – odpadlo i Ninive a Aššur.